# Marc Pircher
Marc Pircher (Ried im Zillertal, 22 april 1978) is een Oostenrijkse zanger gespecialiseerd in volkstümliche muziek en schlagers. Hij treedt vaak op als accordeonist.
Al als kind speelde hij Steirische Harmonika en zat hij op de muziekschool. Later volgde hij lessen op de handelsschool. Inmiddels heeft hij al talrijke optredens op TV gehad en nam met succes deel aan diverse competities.
In 2008 nam Pircher deel aan de ORF-dansshow Dancing Stars. Met zijn partner Kelly Kainz werd hij uiteindelijk vijfde van de tien koppels die deelnamen.

## Discografie (selectie)

### Studioalbums
- 1997: D'Hauptsach is von Herzen kommt's
- 1998: Von ganzem Herzen bin i a Musikant
- 1999: Ich bin für dich da
- 1999: Ich schenk' dir diese Melodie
- 2001: Im Zillertal bin i gebor'n
- 2001: Feierabend in den Bergen
- 2001: Weihnachten mit Marc Pircher
- 2002: Ich bin so treu wie meine Berge
- 2003: Von Herzen für dich
- 2004: Sieben Sünden
- 2005: Zum Nordpol und zurück
- 2006: Ich war nie ein Casanova
- 2007: Du bist eine Sünde wert
- 2008: Durch die Nacht − nur mit dir
- 2008: Marc Pircher und seine steirische Harmonika
- 2008: Sternenstaub
- 2010: Wer, wenn nicht du
- 2011: Lady Unbekannt
- 2013: Alles wird gut
- 2014: Frauensache
- 2014: Zillertaler Weihnacht
- 2015: Leider zu gefährlich …
- 2017: Warum gerade ich
- 2018: Laut und leise
- 2019: Hörst du mein Herz?
- 2021: Die Herzen zum Himmel
- 2022: 30 Jahre: Typisch Mark Pircher
- 2023: Lieder für’s Herz

### Livealbums
- 2010: Mehr als 7 Sünden
- 2016: Live in Wien

### Compilaties
- 2000: Harmonika-Hits
- 2003: Das Beste
- 2006: A bärige Musi aus dem Zillertal (Marc Pircher & Zellberg Buam)
- 2007: Sieben Sünden (3 cd's)
- 2009: Da drob’n in die Berg is der Herrgott dahoam
- 2012: 20 Jahre − Das Beste und noch mehr …
- 2012: 20 Jahre Vollgas
- 2017: Die ersten großen Erfolge

### Meer albums
- 2001 − Ich schenk dir diese Melodien
- 2002 − Sonderedition − 20 Top-Titel
- 2003 − Meine ersten Erfolge
- 2004 − Von ganzem Herzen bin i a Musikant
- 2004 − Sonderedition
- 2004 − Ich bin für dich da
- 2004 − D'hauptsach is von Herzen kommts
- 2004 − Weihnachten
- 2005 − Gold-Edition
- 2006 − Sieben Sünden (DJ Ötzi & Marc Pircher)
- 2006 − A bärige Musi aus dem Zillertal (Marc Pircher & Zellberg Buam)
- 2006 − Seine größten Hits
- 2007 − Star Edition
- 2007 − Diamanten der Volksmusik
- 2008 − Seine schönsten volkstümlichen Schlager
- 2008 − Francine Jordi & Marc Pircher wünschen Frohe Weihnachten
- 2010 − Wer wenn nicht du

### Huidige series
- 2003: Meine ersten Erfolge
- 2004: Stars der Volksmusik gepresenteerd door Arnulf Prasch
- 2007: Star Edition

### Singles
- 2006: Siebe Sünden
- 2011: Lady Unbekannt
- 2011: Schatzi, schenk mir ein Foto